# 桂根站
桂根站（日语：／ Katsurane eki */?）是位於秋田縣秋田市下濱，屬於東日本旅客鐵道（JR東日本）的羽越本線車站。大部分普通列車皆會通過此站。

## 歷史
此站與羽越本線女鹿站和折渡站皆是由JR接管後，由信號站升級為車站的鐵路車站。
- 1962年（昭和37年）9月30日：國鐵桂根信號站啟用。
- 1987年（昭和62年）4月1日：伴隨國鐵分割民營化，車站由東日本旅客鐵道（JR東日本）營運。此信號站升級至車站，名為桂根站。
- 2008年（平成20年）6月：拆卸信號站設備。
- 2016年（平成28年）2月：撤走1號月台的站內平交道。

## 車站構造
本站是地面車站，設有1面1線的單式月台，另外設有1條副本線。此站曾設有2面2線的相對式月台，主本線為舊2號月台。當中連接舊1號月台之間的站內平交道已經撤走。此站是由秋田站管理的無人車站。站內的「秋田第一號鐵道飛砂防止林」處設有石碑。
在此站停站的普通列車轉換至電動列車前，由於月台長度有限，50系客車部分車門不會開啟。

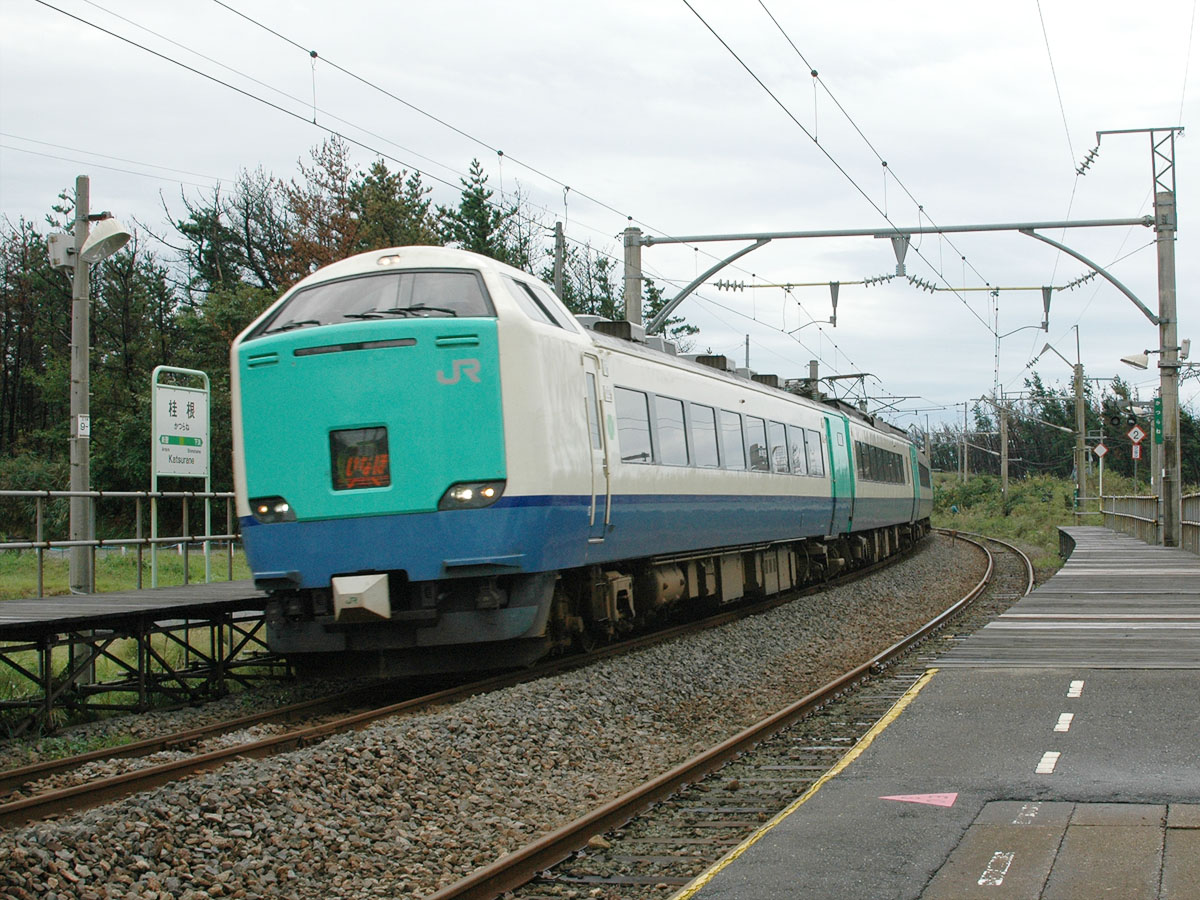
在2號月台存在的時期。特急稻穗正在通過此站（2005年9月）
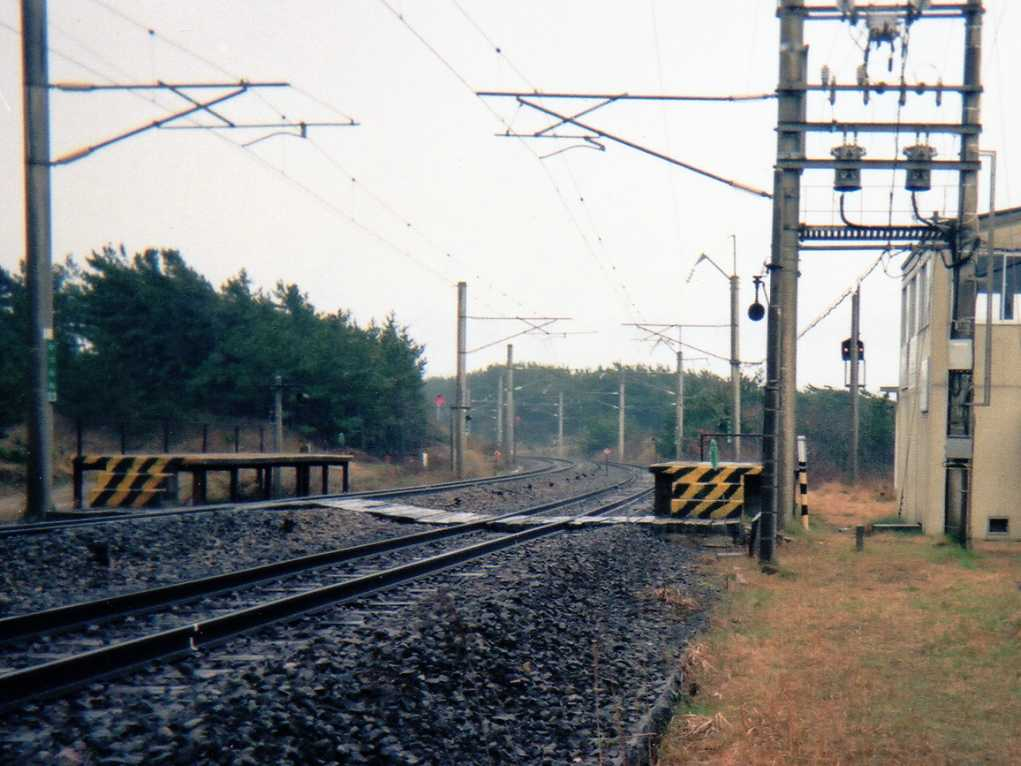
1991年的桂根站全景。當時的月台較短

## 車站周邊
- 國道7號
- 秋田縣道56號秋田天王線（日语：秋田県道56号秋田天王線）
- 桂濱海灘
- 笠松醫院
  - 松壽會日間服務中心

## 相鄰車站
東日本旅客鐵道
■羽越本線
□快速
通過
■普通（只有部分列車停站）
下濱－桂根－新屋

## 外部連結
- 車站資訊（桂根）：東日本旅客鐵道（日語）